# كوميرك (تكساس)
كوميرك (بالإنجليزية: Commerce, Texas)‏ هي مدينة تقع بولاية تكساس في شمال شرق الولايات المتحدة. تبلغ مساحة هذه المدينة 16.9 (كم²)، وترتفع عن سطح البحر 169 م، بلغ عدد سكانها 9100 نسمة في عام 2010 حسب إحصاء مكتب تعداد الولايات المتحدة وتصل الكثافة السكانية فيها 456.9 نسمة/كم2.

## التركيبة السكانية
حدّد مكتب تعداد الولايات المتحدة بيانات التركيبة السكانية لكوميرك في تعداد الولايات المتحدة. في ما يلي، التركيبة السكانية حسب تعدادي 2000 و2010.

### تعداد عام 2000
بلغ عدد سكان كوميرك 7,669 نسمة بحسب تعداد عام 2000، وبلغ عدد الأسر 2,881 أسرة وعدد العائلات 1,524 عائلة مقيمة في المدينة. في حين سجلت الكثافة السكانية 352.3 نسمة لكل كيلومتر مربع (912.5/ميل2). وبلغ عدد الوحدات السكنية 3,405 وحدة بمتوسط كثافة قدره 156.4 لكل كيلومتر مربع (405.1/ميل2).
وتوزع التركيب العرقي للمدينة بنسبة 71.07% من البيض و20.78% من الأمريكيين الأفارقة و0.42% من الأمريكيين الأصليين و2.59% من الأمريكيين ذوي الأصول الآسيوية و0.21% من سكان جزر المحيط الهادئ و3.13% من الأعراق الأخرى و1.80% من عرقين مختلطين أو أكثر و7.65% من الهسبانيون أو اللاتينيون من أي عرق.
بلغ عدد الأسر 2,881 أسرة كانت نسبة 30.7% منها لديها أطفال تحت سن الثامنة عشر تعيش معهم، وبلغت نسبة الأزواج القاطنين مع بعضهم البعض 35% من أصل المجموع الكلي للأسر، ونسبة 14% من الأسر كان لديها معيلات من الإناث دون وجود شريك،  بينما كانت نسبة 3.9% من الأسر لديها معيلون من الذكور دون وجود شريكة وكانت نسبة 47.1% من غير العائلات. تألفت نسبة 36.1% من أصل جميع الأسر من عدة أفراد يعيشون في نفس المنزل ونسبة 10.1% كانت تتألف من شخص يعيش بمفرده يبلغ من العمر 65 عاماً أو أكثر. وبلغ متوسط حجم الأسرة المعيشية 2.27، أما متوسط حجم العائلات فبلغ 3.02.
بلغ العمر الوسطي للسكان 25.2 عاماً. وكانت نسبة 21.4% من القاطنين تحت سن الثامنة عشر، وكانت نسبة 17.1% بين الثامنة عشر والرابعة والعشرين عاماً، ونسبة 24% كانت واقعةً في الفئة العمرية ما بين الخامسة والعشرين والرابعة والأربعين عاماً، ونسبة 14% كانت ما بين الخامسة والأربعين والرابعة والستين، ونسبة 9% كانت ضمن فئة الخامسة والستين عاماً فما فوق. يوجد لكل 100 أنثى 97.1 ذكر، ويوجد لكل 100 أنثى في الثامنة عشر من عمرها فما فوق 96.3 ذكر.
بلغ متوسط دخل الأسرة في المدينة 24,065 دولارًا، أما متوسط دخل العائلة فبلغ 37,284 دولارًا. وكان متوسط دخل الذكور 26,389 دولارًا مقابل 19,565 دولارًا للإناث. وسجل دخل الفرد الخاص بالمدينة 14,444 دولارًا. وكانت نسبة 13.8% من العائلات ونسبة 22.9% من السكان تحت خط الفقر، وكان من هؤلاء نسبة 24.4% تحت سن الثامنة عشر ونسبة 14.8% في الخامسة والستين من العمر وما فوق.

### تعداد عام 2010
بلغ عدد سكان كوميرك 8,078 نسمة بحسب تعداد عام 2010، وبلغ عدد الأسر 2,988 أسرة وعدد العائلات 1,585 عائلة مقيمة في المدينة. في حين سجلت الكثافة السكانية 371.1 نسمة لكل كيلومتر مربع (961.1/ميل2). وبلغ عدد الوحدات السكنية 3,613 وحدة بمتوسط كثافة قدره 166 لكل كيلومتر مربع (429.9/ميل2).
وتوزع التركيب العرقي للمدينة بنسبة 64.50% من البيض و21.59% من الأمريكيين الأفارقة و0.77% من الأمريكيين الأصليين و4.99% من الأمريكيين ذوي الأصول الآسيوية و0.62% من سكان جزر المحيط الهادئ و4.54% من الأعراق الأخرى و3% من عرقين مختلطين أو أكثر و11.07% من الهسبانيون أو اللاتينيون من أي عرق.
بلغ عدد الأسر 2,988 أسرة كانت نسبة 29.6% منها لديها أطفال تحت سن الثامنة عشر تعيش معهم، وبلغت نسبة الأزواج القاطنين مع بعضهم البعض 32.5% من أصل المجموع الكلي للأسر، ونسبة 15.9% من الأسر كان لديها معيلات من الإناث دون وجود شريك،  بينما كانت نسبة 4.7% من الأسر لديها معيلون من الذكور دون وجود شريكة وكانت نسبة 47% من غير العائلات. تألفت نسبة 34.8% من أصل جميع الأسر من عدة أفراد يعيشون في نفس المنزل ونسبة 8.9% كانت تتألف من شخص يعيش بمفرده يبلغ من العمر 65 عاماً أو أكثر. وبلغ متوسط حجم الأسرة المعيشية 2.33، أما متوسط حجم العائلات فبلغ 3.07.
بلغ العمر الوسطي للسكان 25.6 عاماً. وكانت نسبة 20.9% من القاطنين تحت سن الثامنة عشر، وكانت نسبة 27.8% بين الثامنة عشر والرابعة والعشرين عاماً، ونسبة 23.9% كانت واقعةً في الفئة العمرية ما بين الخامسة والعشرين والرابعة والأربعين عاماً، ونسبة 18.2% كانت ما بين الخامسة والأربعين والرابعة والستين، ونسبة 9.2% كانت ضمن فئة الخامسة والستين عاماً فما فوق. وتوزع التركيب الجنسي للسكان بنسبة 47.8% ذكور و52.2% إناث.

## أعلام
- جين إدواردز
- ماكسويل هنري غلاك
- جيمس كاميرون
- كلير لي شينو
- جو يوينغ إستيس

## وصلات خارجية
- The US50 - Cities and Towns in Texas State